# Шэньлун
Шэньлун (кит. трад. 神龍空天飛機, упр. 神龙空天飞机, пиньинь Shén lóng kōng tiān fēi jī, палл. Шэньлун кунтянь фэйцзи, буквально: «Космический самолёт «Дракон»»; в некоторых источниках называют Шэньлонг, неправильно транскрибируя с пиньинь) — прототип китайского многоразового пилотируемого корабля (см. Китайский пилотируемый космический корабль нового поколения), разрабатываемый в рамках проекта «921-3».
Космолёт «Божественный дракон»[прояснить], по информации китайских источников, нужен для тестирования новых полезных нагрузок, проведения различных мероприятий на орбите Земли, научных экспериментов в космосе и технической поддержки мирного использования космоса.

## История
Изображения аэродинамических масштабных моделей, готовых к запуску из-под фюзеляжа китайского бомбардировщика H-6K, были впервые опубликованы в китайских средствах массовой коммуникации 11 декабря 2007 года. 
Космический корабль был разработан в рамках проекта с кодовым названием 863--706 (Программа развития исследований в области высоких технологий). Китайское название этого корабля было расшифровано как «Шэньлун», что означает «божественный дракон»[прояснить]. На изображении Шэньлуня, возможно, полученное в конце 2005 года, видны чёрные панели теплозащиты спускаемого аппарата и общий облик многоразового аппарата.
Было высказано предположение, что аппарат оснащён российским турбореактивным двигателем Д-30К, который, скорее всего, не обеспечивает достаточную тягу для достижения низкой околоземной орбиты. Большая по размерам модель, однако, возможно, была бы способна выводить полезную нагрузку на орбиту.
Ранее в китайских СМИ были опубликованы изображения высокой энтальпии ударных волн в аэродинамической трубе КАН Центральной лаборатории высокотемпературной газовой динамики (LHD); испытание со скоростью до М20 было проведено в 2001 году. Ранее, по словам академика Чжуан Фэнганя (庄逢甘), первый испытательный полет космоплана был заявлен на одиннадцатый пятилетний план, то есть в период с 2006 года по 2010 год. Аналитиками сообщалось о проведении в конце 2006 года китайцами лётных испытаний прямоточного демонстратора, возможно, связанных с разработками по проекту Шэньлун 921-3. 
11 декабря 2007 года состоялось первое лётное испытание: аппарат был сброшен с бомбардировщика H-6K. 8 января 2011 года состоялся суборбитальный полет космоплана.
Во время первого запуска в космос, 4 сентября 2020 года[уточнить] на ракете-носителе «Чанчжэн-2F» (CZ-2F), многоразовый корабль «Шэньлун» провёл на орбите Земли почти трое суток. Корабль за несколько включений двигателя поднял высоту орбиты до 8 тыс. км в верхней точке.  Скорость «Шэньлуна» при входе в атмосферу превысила 9 км/с. Перед атмосферой служебный и пилотируемый модули разделились; последний (он же спускаемый аппарат) после аэродинамического маневра для смягчения пиковой перегрузки и нагрева выпустил парашюты и успешно приземлился. Ян Ливэй,  заместитель главного конструктора китайской программы пилотируемых космических полетов, в ходе выступления в университете Пекина  сказал, что испытания возвращаемого модуля нового космического корабля стали «очень успешными», и его первые полеты (вероятно, с экипажем), по сегодняшним оценкам, состоятся в 2027—2028 годах.
26 августа 2022 года РН «Чанчжэн-2F» вывела на орбиту космоплан «Шэньлун», миссия продлилась 276 дней (успешную посадку совершил 8 мая 2023 года). Самое пикантное было в том что китайский аппарат был выведен практически в одну плоскость с американским спутником USA-276, запущенным 1 мая 2017 года по заказу NRO (полётное задание NRO L-76). Также, космический самолет сбросил космический объект, который впоследствии эволюционировал вместе с ним на орбите (что позволяет предположить, согласно статье, опубликованной в журнале Spacereview, что «Шэньлун» может представлять собой новый элемент китайского противоспутникового устройства),  дважды в месяц «Шэньлун» должен был выполнять маневры по подъему и освобождению этого объекта под названием «Объект J», который также должен был быть оснащен независимой двигательной и маневренной системой.
14 декабря 2023 года из Центра запуска спутников Цзюцюань «Шэньлун», с помощью РН «Чанчжэн-2F», был выведен в космос, это стало третьим успешным запуском. Через несколько дней после выхода на орбиту «Шэньлун» выпустил на околоземную орбиту 6 объектов, их назначение неизвестно. 